# Metall-Schlange
Die Metall-Schlange (Xinsi (chinesisch 辛巳, Pinyin xīnsì)) ist das 18. Jahr des chinesischen Kalenders (siehe Tabelle 天支 60-Jahre-Zyklus). Es ist ein Begriff aus dem Bereich der chinesischen Astrologie und bezeichnet diejenigen Mondjahre, die durch eine Verbindung des achten Himmelsstammes (辛,  xīn, Element Metall und Yīn) mit dem sechsten Erdzweig (巳,  sì), symbolisiert durch die Schlange (蛇,  shé), charakterisiert sind.
Nach dem chinesischen Kalender tritt eine solche Verbindung alle 60 Jahre ein. Das letzte Metall-Schlange-Jahr begann 2001 und dauerte wegen der Abweichung des chinesischen vom gregorianischen Kalenderjahr vom 24. Januar 2001 bis 11. Februar 2002.

## Metall-Schlange-Jahr
Im chinesischen Kalenderzyklus ist das Jahr der Metall-Schlange 辛巳 xīnsì das 18. Jahr (am Beginn des Jahres: Metall-Drache 庚辰 gēngchén 17).
| Liste der Metall-Schlange-Jahre des 60-Jahres-Zyklus (Ende des Zyklus – bei Zählung vom 1. Regierungsjahr Huángdì) (Beginn des Zyklus – bei Zählung vom 61. Regierungsjahr Huángdì)            |              |              |              |              |              |              |              |              |              |              |
| Zykl. | 0            | 1            | 2            | 3            | 4            | 5            | 6            | 7            | 8            | 9            |
| 0 | 2680 v. Chr. | 2620 v. Chr. | 2560 v. Chr. | 2500 v. Chr. | 2440 v. Chr. | 2380 v. Chr. | 2320 v. Chr. | 2260 v. Chr. | 2200 v. Chr. | 2140 v. Chr. |
| 10 | 2080 v. Chr. | 2020 v. Chr. | 1960 v. Chr. | 1900 v. Chr. | 1840 v. Chr. | 1780 v. Chr. | 1720 v. Chr. | 1660 v. Chr. | 1600 v. Chr. | 1540 v. Chr. |
| 20 | 1480 v. Chr. | 1420 v. Chr. | 1360 v. Chr. | 1300 v. Chr. | 1240 v. Chr. | 1180 v. Chr. | 1120 v. Chr. | 1060 v. Chr. | 1000 v. Chr. | 940 v. Chr.  |
| 30 | 880 v. Chr.  | 820 v. Chr.  | 760 v. Chr.  | 700 v. Chr.  | 640 v. Chr.  | 580 v. Chr.  | 520 v. Chr.  | 460 v. Chr.  | 400 v. Chr.  | 340 v. Chr.  |
| 40 | 280 v. Chr.  | 220 v. Chr.  | 160 v. Chr.  | 100 v. Chr.  | 40 v. Chr.   | 21           | 81           | 141          | 201          | 261          |
| 50 | 321          | 381          | 441          | 501          | 561          | 621          | 681          | 741          | 801          | 861          |
| 60 | 921          | 981          | 1041         | 1101         | 1161         | 1221         | 1281         | 1341         | 1401         | 1461         |
| 70 | 1521         | 1581         | 1641         | 1701         | 1761         | 1821         | 1881         | 1941         | 2001         | 2061         |
| 80 | 2121         | 2181         | 2241         | 2301         | 2361         | 2421         | 2481         | 2541         | 2601         | 2661         |
| Hinweis: Die laufende Nr. des Zyklus ergibt sich aus der Zeilen-Nr. addiert mit der Spalten-Nr. Beispiel: Das Metall-Schlange-Jahr des 35. Zyklus (Zeile 30 + Spalte 5) entspricht 580 v. Chr. |              |              |              |              |              |              |              |              |              |              |